# Стів Беджер (плавець)
Стів Беджер (англ. Steve Badger, 19 жовтня 1956) — австралійський плавець.
Учасник Олімпійських Ігор 1976 року.
Призер Чемпіонату світу з водних видів спорту 1973 року.
Переможець Ігор Співдружності 1974 року.